# Championnat du monde junior de hockey sur glace 2026
Navigation
Canada 2025 Canada 2027
Le Championnat du monde junior de hockey sur glace 2026 est la 50e édition de cette compétition de hockey sur glace junior organisée par la Fédération internationale de hockey sur glace (IIHF).
Le tournoi de la division élite, regroupant les meilleures nations, a lieu à Saint Paul et Minneapolis aux États-Unis du 26 décembre 2025 au 5 janvier 2026. Les divisions inférieures sont disputées indépendamment du groupe élite.

## Format de la compétition
| Niveau         | Nombre d'équipes | Lieu                   | Date                                  | Résultats         | Résultats |
| Niveau         | Nombre d'équipes | Lieu                   | Date                                  | Vainqueur / Promu | Relégué   |
| -------------- | ---------------- | ---------------------- | ------------------------------------- | ----------------- | --------- |
| Division élite | 10               | Saint Paul Minneapolis | du 26 décembre 2025 au 5 janvier 2026 |                   |           |
| Division IA    | 6                | Bled                   | du 7 au 13 décembre 2025              |                   |           |
| Division IB    | 6                | Milan                  | du 8 au 14 décembre 2025              |                   |           |
| Division IIA   | 6                | Bucarest               | du 4 au 10 janvier 2026               |                   |           |
| Division IIB   | 6                | Belgrade               | du 18 au 24 janvier 2026              |                   |           |
| Division IIIA  | 6                | Sofia                  | du 5 au 11 janvier 2026               |                   |           |
| Division IIIB  | 4                | Bichkek                | du 18 au 24 janvier 2026              |                   | Aucun     |

Le Championnat du monde junior de hockey sur glace est un ensemble de plusieurs tournois regroupant les nations en fonction de leur niveau. Les meilleures équipes disputent le titre dans la Division Élite.
Les 10 équipes de la Division Élite sont scindées en deux poules de 5 où elles disputent un tour préliminaire. Les 4 meilleures sont qualifiées pour les quarts de finale. Les derniers de chaque poule s'affrontent dans un match de relégation où le perdant est relégué en Division IA.
Pour les autres divisions qui comptent 6 équipes, les équipes s’affrontent entre elles dans une poule unique ; à l'issue de cette compétition, le premier est promu dans la division supérieure et le dernier est relégué dans la division inférieure (sauf la Division IIIB où il n'y a pas de relégation).
Lors des phases de poule, les points sont attribués ainsi :
- victoire : 3 points ;
- victoire en prolongation ou aux tirs de fusillade : 2 points ;
- défaite en prolongation ou aux tirs de fusillade : 1 point ;
- défaite : 0 point.

## Division Élite

### Lieu de la compétition
| \| Minneapolis Saint Paul \| Localisation des villes de Saint Paul · et Minneapolis dans l'État · du Minnesota. |
| Minneapolis Saint Paul                                                                                          |

| Minneapolis Saint Paul |

| Saint Paul         | Minneapolis               |
| Xcel Energy Center | 3M Arena at Mariucci (en) |
|                    |                           |
| Capacité : 17 954  | Capacité : 10 257         |

### Équipes participantes
Le groupe principal regroupe 10 équipes, réparties en deux groupes (entre parenthèses le classement IIHF 2025) :
| Groupe A ( à Saint Paul)                   | Groupe B (à Minnesota)                 |
| ------------------------------------------ | -------------------------------------- |
| Allemagne (9)                              | Canada (5)                             |
| États-Unis (1), pays hôte, tenant du titre | Danemark (11), promu de la division IA |
| Slovaquie (6)                              | Finlande (2)                           |
| Suède (4)                                  | Lettonie (7)                           |
| Suisse (8)                                 | Tchéquie (3)                           |

### Tour préliminaire
Les 4 premiers de chaque groupe sont qualifiés pour les quarts de finale tandis que les derniers de chaque groupe jouent un match de relégation dont le perdant descend en division IA.

#### Groupe A

##### Classement
| Clt | Équipe     | PJ | V | VP | D | DP | BP | BC | Diff | Pts |
| --- | ---------- | -- | - | -- | - | -- | -- | -- | ---- | --- |
| -   | Allemagne  | 0  | 0 | 0  | 0 | 0  | 0  | 0  | 0    | 0   |
| -   | États-Unis | 0  | 0 | 0  | 0 | 0  | 0  | 0  | 0    | 0   |
| -   | Slovaquie  | 0  | 0 | 0  | 0 | 0  | 0  | 0  | 0    | 0   |
| -   | Suède      | 0  | 0 | 0  | 0 | 0  | 0  | 0  | 0    | 0   |
| -   | Suisse     | 0  | 0 | 0  | 0 | 0  | 0  | 0  | 0    | 0   |

- en gras, qualifié pour les quarts de finale
- en italique, joue le match de relégation

#### Groupe B

##### Classement
| Clt | Équipe   | PJ | V | VP | D | DP | BP | BC | Diff | Pts |
| --- | -------- | -- | - | -- | - | -- | -- | -- | ---- | --- |
| -   | Canada   | 0  | 0 | 0  | 0 | 0  | 0  | 0  | 0    | 0   |
| -   | Danemark | 0  | 0 | 0  | 0 | 0  | 0  | 0  | 0    | 0   |
| -   | Finlande | 0  | 0 | 0  | 0 | 0  | 0  | 0  | 0    | 0   |
| -   | Lettonie | 0  | 0 | 0  | 0 | 0  | 0  | 0  | 0    | 0   |
| -   | Tchéquie | 0  | 0 | 0  | 0 | 0  | 0  | 0  | 0    | 0   |

- en gras, qualifié pour les quarts de finale
- en italique, joue le match de relégation

- en gras, qualifié pour les quarts de finale
- en italique, joue le match de relégation

### Match de relégation
Le gagnant du match est maintenu dans la division élite tandis que le perdant est relégué en Division IA.
| 2 janvier |  | - |  |  |

| Feuille de match | Feuille de match | Feuille de match | Feuille de match | Feuille de match                    |
| ---------------- | ---------------- | ---------------- | ---------------- | ----------------------------------- |
|                  |                  |                  |                  | Arbitrage : et Juges de lignes : et |
|                  |                  |                  |                  |                                     |
|                  |                  |                  |                  |                                     |
|                  |                  |                  |                  |                                     |

### Tour final
Les équipes gagnantes seront réaffectées pour les demi-finales selon le classement suivant :
1. position dans le groupe ;
2. plus grand nombre de points ;
3. meilleure différence de buts ;
4. plus grand nombre de buts marqués ;
5. meilleur classement lors du précèdent championnat du monde.

| # | Équipe | Gr | Pos. | Pts | Diff | BM | IIHF |
| - | ------ | -- | ---- | --- | ---- | -- | ---- |
| 1 |        |    | 1    |     |      |    |      |
| 2 |        |    | 1    |     |      |    |      |
| 3 |        |    | 2    |     |      |    |      |
| 4 |        |    | 2    |     |      |    |      |
| 5 |        |    | 3    |     |      |    |      |
| 6 |        |    | 3    |     |      |    |      |
| 7 |        |    | 4    |     |      |    |      |
| 8 |        |    | 4    |     |      |    |      |

- équipes qualifiées en demi-finale

#### Tableau
Légende
- Pr : prolongations
- TB : Tirs de barrage

|  | Quarts de finale | Quarts de finale | Quarts de finale | Quarts de finale |                               |  | Demi-finales | Demi-finales | Demi-finales | Demi-finales |  |  | Finale    | Finale    | Finale    | Finale    |
|  |                  |                  |                  |                  |                               |  |              |              |              |              |  |  |           |           |           |           |
|  | 2 janvier        | 2 janvier        | 2 janvier        | 2 janvier        |                               |  | 4 janvier    | 4 janvier    | 4 janvier    | 4 janvier    |  |  | 5 janvier | 5 janvier | 5 janvier | 5 janvier |
|  | 2 janvier        | 2 janvier        | 2 janvier        | 2 janvier        |                               |  | 4 janvier    | 4 janvier    | 4 janvier    | 4 janvier    |  |  | 5 janvier | 5 janvier | 5 janvier | 5 janvier |
|  |                  |                  |                  |                  |                               |  | 4 janvier    | 4 janvier    | 4 janvier    | 4 janvier    |  |  | 5 janvier | 5 janvier | 5 janvier | 5 janvier |
|  |                  |                  |                  |                  |                               |  | 4 janvier    | 4 janvier    | 4 janvier    | 4 janvier    |  |  | 5 janvier | 5 janvier | 5 janvier | 5 janvier |
|  |                  |                  |                  |                  |                               |  | 4 janvier    | 4 janvier    | 4 janvier    | 4 janvier    |  |  | 5 janvier | 5 janvier | 5 janvier | 5 janvier |
|  |                  |                  |                  |                  |                               |  |              |              |              |              |  |  | 5 janvier | 5 janvier | 5 janvier | 5 janvier |
|  | 2 janvier        |                  |                  |                  |                               |  |              |              |              |              |  |  | 5 janvier | 5 janvier | 5 janvier | 5 janvier |
|  |                  |                  |                  |                  |                               |  |              |              |              |              |  |  | 5 janvier | 5 janvier | 5 janvier | 5 janvier |
|  |                  |                  |                  |                  |                               |  |              |              |              |              |  |  | 5 janvier | 5 janvier | 5 janvier | 5 janvier |
|  |                  | 4 janvier        |                  |                  |                               |  |              |              |              |              |  |  | 5 janvier | 5 janvier | 5 janvier | 5 janvier |
|  |                  |                  |                  |                  |                               |  |              |              |              |              |  |  | 5 janvier | 5 janvier | 5 janvier | 5 janvier |
|  |                  |                  |                  |                  |                               |  |              |              |              |              |  |  |           |           |           |           |
|  | 2 janvier        |                  |                  |                  |                               |  |              |              |              |              |  |  |           |           |           |           |
|  |                  |                  |                  |                  |                               |  |              |              |              |              |  |  |           |           |           |           |
|  |                  |                  |                  |                  |                               |  |              |              |              |              |  |  |           |           |           |           |
|  |                  |                  |                  |                  |                               |  |              |              |              |              |  |  |           |           |           |           |
|  |                  |                  |                  |                  |                               |  |              |              |              |              |  |  |           |           |           |           |
|  |                  |                  |                  |                  | Match pour la troisième place |  |              |              |              |              |  |  |           |           |           |           |
|  | 2 janvier        |                  |                  |                  |                               |  |              |              |              |              |  |  |           |           |           |           |
|  |                  |                  |                  |                  |                               |  |              |              | 5 janvier    |              |  |  |           |           |           |           |
|  |                  |                  |                  |                  |                               |  |              |              |              |              |  |  |           |           |           |           |
|  |                  |                  |                  |                  |                               |  |              |              |              |              |  |  |           |           |           |           |
|  |                  |                  |                  |                  |                               |  |              |              |              |              |  |  |           |           |           |           |
|  |                  |                  |                  |                  |                               |  |              |              |              |              |  |  |           |           |           |           |
|  |                  |                  |                  |                  |                               |  |              |              |              |              |  |  |           |           |           |           |

#### Quarts de finale
| 2 janvier |  | - |  |  |

| Feuille de match | Feuille de match | Feuille de match | Feuille de match | Feuille de match                    |
| ---------------- | ---------------- | ---------------- | ---------------- | ----------------------------------- |
|                  |                  |                  |                  | Arbitrage : et Juges de lignes : et |
|                  |                  |                  |                  |                                     |
|                  |                  |                  |                  |                                     |
|                  |                  |                  |                  |                                     |

| 2 janvier |  | - |  |  |

| Feuille de match | Feuille de match | Feuille de match | Feuille de match | Feuille de match                    |
| ---------------- | ---------------- | ---------------- | ---------------- | ----------------------------------- |
|                  |                  |                  |                  | Arbitrage : et Juges de lignes : et |
|                  |                  |                  |                  |                                     |
|                  |                  |                  |                  |                                     |
|                  |                  |                  |                  |                                     |

| 2 janvier |  | - |  |  |

| Feuille de match | Feuille de match | Feuille de match | Feuille de match | Feuille de match                    |
| ---------------- | ---------------- | ---------------- | ---------------- | ----------------------------------- |
|                  |                  |                  |                  | Arbitrage : et Juges de lignes : et |
|                  |                  |                  |                  |                                     |
|                  |                  |                  |                  |                                     |
|                  |                  |                  |                  |                                     |

| 2 janvier |  | - |  |  |

| Feuille de match | Feuille de match | Feuille de match | Feuille de match | Feuille de match                    |
| ---------------- | ---------------- | ---------------- | ---------------- | ----------------------------------- |
|                  |                  |                  |                  | Arbitrage : et Juges de lignes : et |
|                  |                  |                  |                  |                                     |
|                  |                  |                  |                  |                                     |
|                  |                  |                  |                  |                                     |

#### Demi-finales
| 4 janvier |  | - |  |  |

| Feuille de match | Feuille de match | Feuille de match | Feuille de match | Feuille de match                    |
| ---------------- | ---------------- | ---------------- | ---------------- | ----------------------------------- |
|                  |                  |                  |                  | Arbitrage : et Juges de lignes : et |
|                  |                  |                  |                  |                                     |
|                  |                  |                  |                  |                                     |
|                  |                  |                  |                  |                                     |

| 4 janvier |  | - |  |  |

| Feuille de match | Feuille de match | Feuille de match | Feuille de match | Feuille de match                    |
| ---------------- | ---------------- | ---------------- | ---------------- | ----------------------------------- |
|                  |                  |                  |                  | Arbitrage : et Juges de lignes : et |
|                  |                  |                  |                  |                                     |
|                  |                  |                  |                  |                                     |
|                  |                  |                  |                  |                                     |

#### Match pour la troisième place
| 5 janvier |  | - |  |  |

| Feuille de match | Feuille de match | Feuille de match | Feuille de match | Feuille de match                    |
| ---------------- | ---------------- | ---------------- | ---------------- | ----------------------------------- |
|                  |                  |                  |                  | Arbitrage : et Juges de lignes : et |
|                  |                  |                  |                  |                                     |
|                  |                  |                  |                  |                                     |
|                  |                  |                  |                  |                                     |

#### Finale
| 5 janvier |  | - |  |  |

| Feuille de match | Feuille de match | Feuille de match | Feuille de match | Feuille de match                    |
| ---------------- | ---------------- | ---------------- | ---------------- | ----------------------------------- |
|                  |                  |                  |                  | Arbitrage : et Juges de lignes : et |
|                  |                  |                  |                  |                                     |
|                  |                  |                  |                  |                                     |
|                  |                  |                  |                  |                                     |

### Classement final
| Place              | Équipe | Résultat final             |
| ------------------ | ------ | -------------------------- |
| Médaille d'or      |        | Champion du monde          |
| Médaille d'argent  |        | Vice-champion du monde     |
| Médaille de bronze |        | Troisième place            |
| 4                  |        | Quatrième place            |
| 5                  |        | Éliminé en quart de finale |
| 6                  |        | Éliminé en quart de finale |
| 7                  |        | Éliminé en quart de finale |
| 8                  |        | Éliminé en quart de finale |
| 9                  |        |                            |
| 10                 |        | Relégué en Division IA     |

### Récompenses individuelles
| Poste      | Joueurs |
| ---------- | ------- |
| Gardien    | [[]]    |
| Défenseurs | [[]]    |
| Défenseurs | [[]]    |
| Attaquants | [[]]    |
| Attaquants | [[]]    |
| Attaquants | [[]]    |
| MVP        | [[]]    |

| Poste     | Joueurs |
| --------- | ------- |
| Gardien   | [[]]    |
| Défenseur | [[]]    |
| Attaquant | [[]]    |

### Statistiques individuelles
Pour les significations des abréviations, voir statistiques du hockey sur glace.
| Clt | Joueur | Équipe | PJ | B | A | Pts | Pun | +/- |
| --- | ------ | ------ | -- | - | - | --- | --- | --- |
| 1   | [[]]   |        | 0  | 0 | 0 | 0   | 0   | 0   |
| 2   | [[]]   |        | 0  | 0 | 0 | 0   | 0   | 0   |
| 3   | [[]]   |        | 0  | 0 | 0 | 0   | 0   | 0   |
| 4   | [[]]   |        | 0  | 0 | 0 | 0   | 0   | 0   |
| 5   | [[]]   |        | 0  | 0 | 0 | 0   | 0   | 0   |
| 6   | [[]]   |        | 0  | 0 | 0 | 0   | 0   | 0   |
| 7   | [[]]   |        | 0  | 0 | 0 | 0   | 0   | 0   |
| 8   | [[]]   |        | 0  | 0 | 0 | 0   | 0   | 0   |
| 9   | [[]]   |        | 0  | 0 | 0 | 0   | 0   | 0   |
| 10  | [[]]   |        | 0  | 0 | 0 | 0   | 0   | 0   |

| Clt                                                                                               | Joueur | Équipe | PJ | Min       | BC | Moy | %Arr | Bl |
| ------------------------------------------------------------------------------------------------- | ------ | ------ | -- | --------- | -- | --- | ---- | -- |
| 1                                                                                                 | [[]]   |        | 0  | 0 min 0 s | 0  | 0   | 0    | 0  |
| 2                                                                                                 | [[]]   |        | 0  | 0 min 0 s | 0  | 0   | 0    | 0  |
| 3                                                                                                 | [[]]   |        | 0  | 0 min 0 s | 0  | 0   | 0    | 0  |
| 4                                                                                                 | [[]]   |        | 0  | 0 min 0 s | 0  | 0   | 0    | 0  |
| 5                                                                                                 | [[]]   |        | 0  | 0 min 0 s | 0  | 0   | 0    | 0  |
| 6                                                                                                 | [[]]   |        | 0  | 0 min 0 s | 0  | 0   | 0    | 0  |
| 7                                                                                                 | [[]]   |        | 0  | 0 min 0 s | 0  | 0   | 0    | 0  |
| 8                                                                                                 | [[]]   |        | 0  | 0 min 0 s | 0  | 0   | 0    | 0  |
| 9                                                                                                 | [[]]   |        | 0  | 0 min 0 s | 0  | 0   | 0    | 0  |
| 10                                                                                                | [[]]   |        | 0  | 0 min 0 s | 0  | 0   | 0    | 0  |
| Nota : seuls sont classés les gardiens ayant joué au minimum 40 % du temps de jeu de leur équipe. |        |        |    |           |    |     |      |    |

## Autres divisions

### Division I

#### Groupe A
Les nations suivantes participent à la compétition qui se déroule du 7 au 13 décembre 2025 à Bled en Slovénie : 
- Autriche
- France
- Kazakhstan, relégué de la division élite
- Norvège
- Slovénie
- Ukraine, promu de la division IB

| 7 décembre  |
| 7 décembre  |
| 7 décembre  |
| 8 décembre  |
| 8 décembre  |
| 8 décembre  |
| 10 décembre |
| 10 décembre |
| 10 décembre |
| 11 décembre |
| 11 décembre |
| 11 décembre |
| 13 décembre |
| 13 décembre |
| 13 décembre |

| Clt | Équipe     | PJ | V | VP | D | DP | BP | BC | Diff | Pts |
| --- | ---------- | -- | - | -- | - | -- | -- | -- | ---- | --- |
| - | Autriche   | 0  | 0 | 0  | 0 | 0  | 0  | 0  | 0    | 0   |
| - | France     | 0  | 0 | 0  | 0 | 0  | 0  | 0  | 0    | 0   |
| - | Kazakhstan | 0  | 0 | 0  | 0 | 0  | 0  | 0  | 0    | 0   |
| - | Norvège    | 0  | 0 | 0  | 0 | 0  | 0  | 0  | 0    | 0   |
| - | Slovénie   | 0  | 0 | 0  | 0 | 0  | 0  | 0  | 0    | 0   |
| - | Ukraine    | 0  | 0 | 0  | 0 | 0  | 0  | 0  | 0    | 0   |
| Légende : - en gras, promu en division élite - en italique, relégué en division IB - Pr : Prolongations - TB : Tirs de barrage |            |    |   |    |   |    |    |    |      |     |

#### Groupe B
Les nations suivantes participent à la compétition qui se déroule du 8 au 14 décembre à Milan en Italie : 
- Estonie
- Hongrie, relégué de la division IA
- Italie
- Japon
- Lituanie, promu de la division IIA
- Pologne

| 8 décembre  |
| 8 décembre  |
| 8 décembre  |
| 9 décembre  |
| 9 décembre  |
| 9 décembre  |
| 11 décembre |
| 11 décembre |
| 11 décembre |
| 12 décembre |
| 12 décembre |
| 12 décembre |
| 14 décembre |
| 14 décembre |
| 14 décembre |

| Clt | Équipe   | PJ | V | VP | D | DP | BP | BC | Diff | Pts |
| --- | -------- | -- | - | -- | - | -- | -- | -- | ---- | --- |
| - | Estonie  | 0  | 0 | 0  | 0 | 0  | 0  | 0  | 0    | 0   |
| - | Hongrie  | 0  | 0 | 0  | 0 | 0  | 0  | 0  | 0    | 0   |
| - | Italie   | 0  | 0 | 0  | 0 | 0  | 0  | 0  | 0    | 0   |
| - | Japon    | 0  | 0 | 0  | 0 | 0  | 0  | 0  | 0    | 0   |
| - | Lituanie | 0  | 0 | 0  | 0 | 0  | 0  | 0  | 0    | 0   |
| - | Pologne  | 0  | 0 | 0  | 0 | 0  | 0  | 0  | 0    | 0   |
| Légende : - en gras, promu en division IA - en italique, relégué en division IIA - Pr : Prolongations - TB : Tirs de barrage |          |    |   |    |   |    |    |    |      |     |

### Division II

#### Groupe A
Les nations suivantes participent à la compétition qui se déroule du 4 au 10 janvier 2026 à Bucarest en Roumanie : 
- Chine
- Corée du Sud, relégué de la division IB
- Croatie
- Espagne, promu de la division IIB
- Grande-Bretagne
- Roumanie

| 4 janvier  |
| 4 janvier  |
| 4 janvier  |
| 5 janvier  |
| 5 janvier  |
| 5 janvier  |
| 7 janvier  |
| 7 janvier  |
| 7 janvier  |
| 8 janvier  |
| 8 janvier  |
| 8 janvier  |
| 10 janvier |
| 10 janvier |
| 10 janvier |

| Clt | Équipe          | PJ | V | VP | D | DP | BP | BC | Diff | Pts |
| --- | --------------- | -- | - | -- | - | -- | -- | -- | ---- | --- |
| - | Chine           | 0  | 0 | 0  | 0 | 0  | 0  | 0  | 0    | 0   |
| - | Corée du Sud    | 0  | 0 | 0  | 0 | 0  | 0  | 0  | 0    | 0   |
| - | Croatie         | 0  | 0 | 0  | 0 | 0  | 0  | 0  | 0    | 0   |
| - | Espagne         | 0  | 0 | 0  | 0 | 0  | 0  | 0  | 0    | 0   |
| - | Grande-Bretagne | 0  | 0 | 0  | 0 | 0  | 0  | 0  | 0    | 0   |
| - | Roumanie        | 0  | 0 | 0  | 0 | 0  | 0  | 0  | 0    | 0   |
| Légende : - en gras, promu en division IB - en italique, relégué en division IIB - Pr : Prolongations - TB : Tirs de barrage |                 |    |   |    |   |    |    |    |      |     |

#### Groupe B
Les nations suivantes participent à la compétition qui se déroule du 18 au 24 janvier 2026 à Belgrade en Serbie : 
- Australie
- Islande
- Israël
- Nouvelle-Zélande, promu de la division IIIA
- Pays-Bas, relegué de la division IIA
- Serbie

| 18 janvier |
| 18 janvier |
| 18 janvier |
| 19 janvier |
| 19 janvier |
| 19 janvier |
| 21 janvier |
| 21 janvier |
| 21 janvier |
| 22 janvier |
| 22 janvier |
| 22 janvier |
| 24 janvier |
| 24 janvier |
| 24 janvier |

| Clt | Équipe           | PJ | V | VP | D | DP | BP | BC | Diff | Pts |
| --- | ---------------- | -- | - | -- | - | -- | -- | -- | ---- | --- |
| - | Australie        | 0  | 0 | 0  | 0 | 0  | 0  | 0  | 0    | 0   |
| - | Islande          | 0  | 0 | 0  | 0 | 0  | 0  | 0  | 0    | 0   |
| - | Israël           | 0  | 0 | 0  | 0 | 0  | 0  | 0  | 0    | 0   |
| - | Nouvelle-Zélande | 0  | 0 | 0  | 0 | 0  | 0  | 0  | 0    | 0   |
| - | Pays-Bas         | 0  | 0 | 0  | 0 | 0  | 0  | 0  | 0    | 0   |
| - | Serbie           | 0  | 0 | 0  | 0 | 0  | 0  | 0  | 0    | 0   |
| Légende : - en gras, promu en division IIA - en italique, relégué en division IIIA - Pr : Prolongations - TB : Tirs de barrage |                  |    |   |    |   |    |    |    |      |     |

### Division III

#### Groupe A
Les nations suivantes participent à la compétition qui se déroule du 5 au 11 janvier 2026 à Sofia en Bulgarie : 
- Belgique, relégué de la division IIB
- Bosnie-Herzégovine
- Bulgarie
- Taipei chinois
- Thaïlande, promu de la division IIIB
- Turquie

| 5 janvier  |
| 5 janvier  |
| 5 janvier  |
| 6 janvier  |
| 6 janvier  |
| 6 janvier  |
| 8 janvier  |
| 8 janvier  |
| 8 janvier  |
| 9 janvier  |
| 9 janvier  |
| 9 janvier  |
| 11 janvier |
| 11 janvier |
| 11 janvier |

| Clt | Équipe             | PJ | V | VP | D | DP | BP | BC | Diff | Pts |
| --- | ------------------ | -- | - | -- | - | -- | -- | -- | ---- | --- |
| - | Belgique           | 0  | 0 | 0  | 0 | 0  | 0  | 0  | 0    | 0   |
| - | Bosnie-Herzégovine | 0  | 0 | 0  | 0 | 0  | 0  | 0  | 0    | 0   |
| - | Bulgarie           | 0  | 0 | 0  | 0 | 0  | 0  | 0  | 0    | 0   |
| - | Taipei chinois     | 0  | 0 | 0  | 0 | 0  | 0  | 0  | 0    | 0   |
| - | Thaïlande          | 0  | 0 | 0  | 0 | 0  | 0  | 0  | 0    | 0   |
| - | Turquie            | 0  | 0 | 0  | 0 | 0  | 0  | 0  | 0    | 0   |
| Légende : - en gras, promu en division IIB - en italique, relégué en division IIIB - Pr : Prolongations - TB : Tirs de barrage |                    |    |   |    |   |    |    |    |      |     |

#### Groupe B
Les nations suivantes participent à la compétition qui se déroule du 18 au 24 janvier 2026 à Bichkek au Kirghizistan : 
- Afrique du Sud
- Hong Kong
- Iran
- Kirghizistan
- Luxembourg
- Mexique, relégué de la division IIIA

| 18 janvier |
| 18 janvier |
| 18 janvier |
| 19 janvier |
| 19 janvier |
| 19 janvier |
| 21 janvier |
| 21 janvier |
| 21 janvier |
| 22 janvier |
| 22 janvier |
| 22 janvier |
| 24 janvier |
| 24 janvier |
| 24 janvier |

| Clt                                                                                     | Équipe         | PJ | V | VP | D | DP | BP | BC | Diff | Pts |
| --------------------------------------------------------------------------------------- | -------------- | -- | - | -- | - | -- | -- | -- | ---- | --- |
| -                                                                                       | Afrique du Sud | 0  | 0 | 0  | 0 | 0  | 0  | 0  | 0    | 0   |
| -                                                                                       | Hong Kong      | 0  | 0 | 0  | 0 | 0  | 0  | 0  | 0    | 0   |
| -                                                                                       | Iran           | 0  | 0 | 0  | 0 | 0  | 0  | 0  | 0    | 0   |
| -                                                                                       | Kirghizistan   | 0  | 0 | 0  | 0 | 0  | 0  | 0  | 0    | 0   |
| -                                                                                       | Luxembourg     | 0  | 0 | 0  | 0 | 0  | 0  | 0  | 0    | 0   |
| -                                                                                       | Mexique        | 0  | 0 | 0  | 0 | 0  | 0  | 0  | 0    | 0   |
| Légende : - en gras, promu en division IIIA - Pr : Prolongations - TB : Tirs de barrage |                |    |   |    |   |    |    |    |      |     |